# Margherita d'Anjou
Margherita d'Anjou er en opera med betegnelsen melodramma semiseria i to akter af Giacomo Meyerbeer. Den italienske libretto var af Felice Romani efter en tekst af René Charles Guilbert de Pixérécourt. Operaen er den fjerde af Meyerbeers italienske operaer og hans første rigtige succes.

## Opførelseshistorie
Margherita d'Anjou fik urpremiere på Teatro alla Scala i Milano den 14. november 1820. Den blev en succes og herefter opført i hele Europa på italiensk, fransk og tysk. Den franske version, der fik premiere på Théâtre de l'Odéon i Paris den 3. november 1826 er en større revision og tilsat musik fra andre værker af komponisten. Værket har i moderne tid kunnet høres ved en koncertopførelse i Royal Festival Hall i London i november 2002.

## Roller
| Rolle               | Stemmetype  | Originalbesætning, 14. november 1820 (Dirigent: -) |
| ------------------- | ----------- | -------------------------------------------------- |
| Margherita          | Sopran      | Clementina Pellegrini                              |
| Isaura              | Mezzosopran | Rosa Mariani                                       |
| Hertug af Lavarenne | Tenor       | Nicola Tacchinardi                                 |
| Carlo Belmonte      | Bas         | Nicolas-Prosper Levasseur                          |
| Michele Gamautte    | Bas         | Nicola Bassi                                       |
| Gertrude            | Sopran      | Paola Monticelli                                   |
| Bellapunta          | Tenor       | Pietro Gentili                                     |
| Orner               | Bas         |                                                    |
| Riccardo            | Bas         |                                                    |

## Diskografi
Der findes en optagelse af operaen fra 2002, udgivet af Opera Rara: ORC 25.